# Plectophanes frontalis
Plectophanes frontalis là một loài nhện trong họ Deinopidae.
Loài này thuộc chi Plectophanes. Plectophanes frontalis được miêu tả năm 1935 bởi Bryant.